# SN 2003fl
SN 2003fl – supernowa nieznanego typu odkryta 23 marca 2003 roku w galaktyce A141955+5300. W momencie odkrycia miała maksymalną jasność 23,80m.